# Rutefart
Rutefart er når man transporterer gods eller passagerer ad en på forhånd fastlagt rute med faste intervaller.
Det kan dreje sig om busser, tog, fly, lastbiler, færger eller andet der udfører transporten. Som eksempler kan nævnes rutebiler og vognmandsruter mellem fragtcentrene.